# 成昭皇后
成昭皇后段氏（325年前—358年），前燕人，后燕成武帝慕容垂的妻子，段部鲜卑首领段末波的女儿。初为吴王妃。生育两个儿子慕容令、慕容宝。与慕容垂继室段元妃相对，被称为先段后。
段氏脾气傲慢，性情刚烈，为王妃时，自恃贵族出身，对出身较低的可足渾皇后很不礼貌。可足渾皇后怀恨，光寿二年（358年），指使宦官中常侍涅浩指控段氏及吴国典书令辽东高弼以巫蛊诅咒。段氏被捕，拷问日急。慕容垂怜悯之，暗中派人劝段氏屈招以求速死，段氏叹息道：“吾岂爱死者耶！若自诬以恶逆，上辱祖宗，下累于王，固不为也。”最终段氏死于狱中，慕容垂竟得脱身。
383年，慕容垂反秦，自称燕王，建兴元年（386年），又自称皇帝。388年，追谥段氏为成昭皇后。